# Champagne-au-Mont-d’Or
Champagne-au-Mont-d’Or település Franciaországban, Métropole de Lyon különleges státuszú nagyvárosban (métropole: nagyjából „megyei jogú város”). Lakosainak száma 6124 fő (2022. január 1.). Champagne-au-Mont-d’Or Limonest, Saint-Didier-au-Mont-d’Or, Dardilly, Écully és Lyon községekkel határos.

## Népesség
A település népességének változása:
| Lakosok száma | 5613 | 5681 | 5654 | 5526 | 5570 | 5748 | 5749 | 5936 | 6124 |
|               | 2013 | 2015 | 2016 | 2017 | 2018 | 2019 | 2020 | 2021 | 2022 |